# دوروثي هيثكوت
دوروثي هيثكوت (بالإنجليزية: Dorothy Heathcote)‏ هي معلمة حاصلة على رتبة فائقة الامتياز ضمن الامبراطورية البريطانية (29 أغسطس 1929 - 8 أكتوبر 2011)، كانت معلمة دراما وأكاديمية تستخدم منهجية «المعلم في دور» كمقاربة للتدريس عبر المنهاج الدراسي في المدارس، ولاحقا في أماكن أخرى. كانت هيثكوت معلمة بارعة جدا في استخدام المسرح والدراما من أجل التعلم. ومن بين انجازاتها العديدة تعريفها وتطويرها لـ«عباءة الخبير» كمقاربة للتدريس. ويعد كتاب «الدراما من أجل التعلم» (1994)، الكتاب الأساس الذي ألفته بمعية غيفن بولتن، والذي يشرح عباءة الخبير بوصفها مقاربة للتعليم. ويعد كتاب «دوروثي هيثكوت: الدراما كوسيط للتعلم» الذي ألفته بيتي جين واغنر السبَّاق إلى شرح المقاربة بالدراما لدى هيثكوت. 

## ميلادها وحياتها المبكرة
ولدت هيثكوت بـستيتون في غرب يوركشاير عام 1926. بعد إخفاقها في اختبار السنة النهائية بالابتدائي التي درستها في المدرسة الأساسية المحلية، غادرت في شهر يوليو 1940، قبل شهر من عيد ميلادها الرابع عشر، للعمل حائكة إلى جانب أمها في معمل الصوف.
عملت هيثكوت هناك لخمسة أعوام وكانت تعتقد أنها ستظل فيه لبقية حياتها العملية. ولكن وبإيعاز من زملائها في العمل، قام تشارلي فليتشر، رئيس المعمل، بتمويلها للذهاب ودراسة الدراما في مدرسة المسرح الشمالية في برادفود بتوجيهات من إسم تشارتش. وقد اشتهر فليتشر بمقولة وجهها لها حين غادرت، أنها إذا تجد لها عملا هناك، فسيكون بانتظارها دائما ثلاثة مناويل في المعمل.

## التدريب على الدراما
في مدرسة المسرح، عزمت هيثكوت على أن تصبح ممثلة. ولكن في نهاية عامها الثاني أخبرها اسم تشارتش أن لا مستقبل لها على المسرح، «عزيزتي، أنت موهوبة جدا – بقليل من الخوف أحيانا، لكن مقاسك ليس مناسبا مع عمرك، يمكنك أن تلعبي الأدوار... أعتقد أنه يتوجب علينا أن نواجه الأمر الواقع». عندئذ اقترحت التدريس.
وبينما كانت هيثكوت تمارس التدريس، جابت يوركشاير وهي تزور المدارس وتعمل مع مجموعات عشوائية من التلاميذ. مستخدمة الدراما التي أبدعتها في كل فرصة تجدها أمامها. فضلا عن ذلك بدأت هيثكوت تدرس الصفوف المسائية في برادفورد سيفيك، وتدير إنتاجات الهواة في قاعات قرى المنطقة.

## العمل الأكاديمي
في عام 1951، قام برايان ستانلي بتعيين هيثكوت، على نحو غير متوقع، ضمن طاقم المعلمين بمعهد ديرهام. وقد خاض مخاطرة كبيرة بتعيينه لمعلمة ليس لها أية خبرة. فهي لم تتلق أي تعليم رسمي، ولا تحمل أي مؤهل وطني لتكون معلمة، ونظريا ليس لها أية خبرة في تدريس الأطفال.
طيلة عشر سنوات تالية نمت سمعة هيثكوت بينما يزداد عدد الناس الذين يرون تدريسها وهي تستخدم مقاربتها ذات المزايا الواضحة.
منذ البداية اعتبر عملها لاأرثودوكسيا. في سيرتها الذاتية، قصة درورثي هيثكوت، يصف غيفن بولتن رد الفعل وقتئذ، "لعنة حلت بالمتخصصين في الدراما، سواء التقليديين الذين يرون في عملها رفضا لمسرح الواقع، والتقدميين الذي يعتقدون أنها تكسر كل القواعد التي انبنت عليها دراما الأطفال.
في عام 1964 بدأت هيثكوت تُدرس مساق الدبلوم المتقدم بدوام كامل في جامعة نيوكاستل. وفي عام 1979 صار هذا المساق يتناوب كل سنة مع ماستر التعليم بدوام كامل. وخلال اثنين وعشرين سنة، إلى أن تقاعدت هيثكوت من نيوكاستل في عام 1986، أصبحت هذه المساقات ضمن الأكثر تأثيرا في البلاد.
كان أول ظهور لعملها في عام 1966، في فيلم عن موت الرئيس، وهو وثائقي للبي.بي.سي عن الإنتاج الدرامي الذي أعدته هيثكوت بمعية فتيان من مدرسة محلية معتمدة: في تمثيل المسرحية جُعل الجناة اليافعون يدركون كيف بمقدور عواقب أفعال الفرد أن تؤثر على المجتمع.
وبسرعة قياسية أضحت مشهورة من قبل جمهور عريض، وبدأت على نطاق واسع، تسافر إلى الخارج لتُدرس وتحاضر في بلدان أخرى. وفي عام 1972 برزت في عربة عمومية كبيرة للإنتاج في فيلم وثائقي يحتفي بعملها الموسوم بـ (بالأحرى كما ينبغي) وهو ثلاثة مناويل تنتظر.
أفاد غيفن بولتن أنه باتجاه نهاية 1960 عرفت أعمال هيثكوت ما أسماه تغيرا بارزا حيث "ابتعدت عن استخدامها الناجح دراماتيكيا وتعليميا لصنع المسرحية لتصبح مبدعة للصور والذي بفضله أضحت رفيقة للقراءة جنبا إلى جنب مع الطلاب. وهذه الطريقة الجديدة من العمل تطلبت منها ومن طلابها تمضية قدر كبير من الوقت للعمل بالمستشفيات لصالح الشباب في مؤسسات الجنايات وشديدي الإعاقة.
حدث مزيد من التغيير الجذري في عام 1980، أعاد هيثكوت إلى المدارس. إنه المقاربة بالدراما التي أطلقت عليها اسم عباءة الخبير، والتي صممتها خصيصا للمعلمين الذين يملكون القليل من الخبرة في الدراما. «قدمت عباءة الخبير عندما كنت أحاول مساعدة المعلمين، الذين لم يفهموا خلق التوتر، بأن يكونوا كتاب مسرح، ووضع حد للطلب من الأطفال القيام بالتمثيل، أو التعبير عن المشاعر والتصرف مثل الآخرين».

## بعد التقاعد
بعد تقاعدها من جامعة نيوكاستل عام 1986، انتقلت هيثكوت إلى ديربي لتعيش مع ابنتها. واستمرت في التدريس والكتابة. وفي ماي 2005 وظفتها الجامعة بعد أن منحتها دكتوراه فخرية في الآداب. وكانت هيثكوت قادرة على العمل إلى أن توفيت في أكتوبر عام 2011. وكان قد تم تعيينها عضوا برتبة فائقة الامتياز ضمن الامبراطورية البريطانية (MBE)، وفي عيد ميلاها في 2011، تم تكريمها لما قدمته من خدمات للدراما بوصفها تعليما..